# Алыев, Иса Гусейн оглы
Иса Гусейн оглы Алыев (азерб. Alıyev İsa Hüseyn oğlu; 8 октября 1953, Каласар, Кешишкендинский район — 9 марта 2024) — азербайджанский экономист. Директор Института экономики НАНА.

## Биография
Алыев Иса родился 8 октября 1953 года в селе Галасер Даралаязского округа Армянской ССР. В 1970—1975 годах учился в Азербайджанском институте народного хозяйства имени Д. Буньятзаде по специальности «Политическая экономика». В 1975 году поступил в аспирантуру. В 1976—1977 годах проходил службу в армии.
В 1982 году защитил кандидатскую диссертацию по специальности 08.00.01 «Экономическая теория» в Институте Экономики НАНА.
В 2005 году защитил докторскую диссертацию по специальности 08.00.05 «Экономика и управление в народном хозяйстве» по теме «Совершенствование механизма экономического управления в аграрном секторе Азербайджанской Республики».
Доктор экономических наук (2005).
Являлся главным научным сотрудником, директором Института Экономики НАНА, заведующим отделом аграрных отношений института.
Скончался 9 марта 2024 года в возрасте 70 лет.

## Научная деятельность
Являлся автором разработок в сфере формирования и модернизации развития национальной экономики Азербайджана, управления аграрного сектора, а также исследований актуальных проблем экономической теории.
Автор 130 научных работ, включая 6 индивидуальных и 8 коллективных монографий.
Под руководством И. Алыева было защищено 6 кандидатских диссертаций.

## Избранные научные труды
- И. Г. Алыев. Экономические интересы в аграрном промышленных объединениях. — Баку: Elm, 1987. — 7 с.

- И. Г. Алыев. Экономика Азербайджана. — Баку, 1998.

- И. Г. Алыев. Совершенствование механизма экономического управления в аграрном секторе Азербайджанской  Республики. — Elm, 2003. — 20 с.

- И. Г. Алыев. Совершенствование развития аграрного сектора и проведение качественно рациональных реформ. — Баку, 2004. — 7 с.

- И. Г. Алыев. Национальная экономика и проблемы развития аграрного сектора. — Баку: Elm, 2006. — 24 с.

- И. Г. Алыев. Социально- экономические проблемы oбеспечения стабильного развития аграрного сектора в условиях глобализации. — Баку: Elm, 2008. — 25 с.

- И. Г. Алыев, Д. Э. Юсифов, Я. Х. Нуриев. Значение и увеличение инвестирования // Вопросы экономических наук. — ООО "Издательство "Спутник+", 2010. — С. 33–41. — ISSN 1728-8878.

- И. Г. Алыев. О ходе аграрных реформ и усовершенствования их управления в Азербайджане // Экономика, статистика и информатика. Вестник УМО. — Московский государственный университет экономики, статистики и информатики, 2007. — С. 34–38. — ISSN 1994-7844.